# Le Meurtre de la rue Ostrovní
Pour plus de détails, voir Fiche technique et Distribution.
Le Meurtre de la rue Ostrovní (Vrazda v Ostrovni ulici) est un film policier tchécoslovaque réalisé par Svatopluk Innemann et sorti en 1933.
Ce film est le premier film produits aux studios Barrandov, à Prague.

## Fiche technique
- Titre : Le Meurtre de la rue Ostrovní
- Titre original : Vrazda v Ostrovni ulici
- Réalisation : Svatopluk Innemann
- Scénario : Josef Neuberg et Frantisek Tichý d'après le roman Muz a stín d'Emil Vachek
- Photographie :
- Montage :
- Production :
- Société de production :
- Pays :  Tchécoslovaquie
- Genre : Policier
- Durée : 72 minutes
- Dates de sortie : 
  -  Tchécoslovaquie : 1933

## Distribution
- Fred Bulín :
- Ljuba Hermanová (cs)
- Gustav Hilmar (en)
- Bobina Horká :
- Frantisek Jerhot :
- Zdena Kavková :
- Bohdan Lachman :
- Jarmila Lhotová :
- Karel Nemec :
- Ella Nollová (cs)
- Theodor Pištěk
- Jindrich Plachta (en)
- Jan Richter
- Zvonimir Rogoz (en)
- Vera Skalská :
- Jan W. Speerger (cs)
- Miroslav Svoboda
- Emanuel Trojan :
- Rudolf Zák :